# Triaspis odorata
Triaspis odorata är en tvåhjärtbladig växtart som först beskrevs av Carl Ludwig von Willdenow, och fick sitt nu gällande namn av Adrien Henri Laurent de Jussieu. Triaspis odorata ingår i släktet Triaspis och familjen Malpighiaceae. Inga underarter finns listade i Catalogue of Life.